# فیرچایلد ایرکرفت

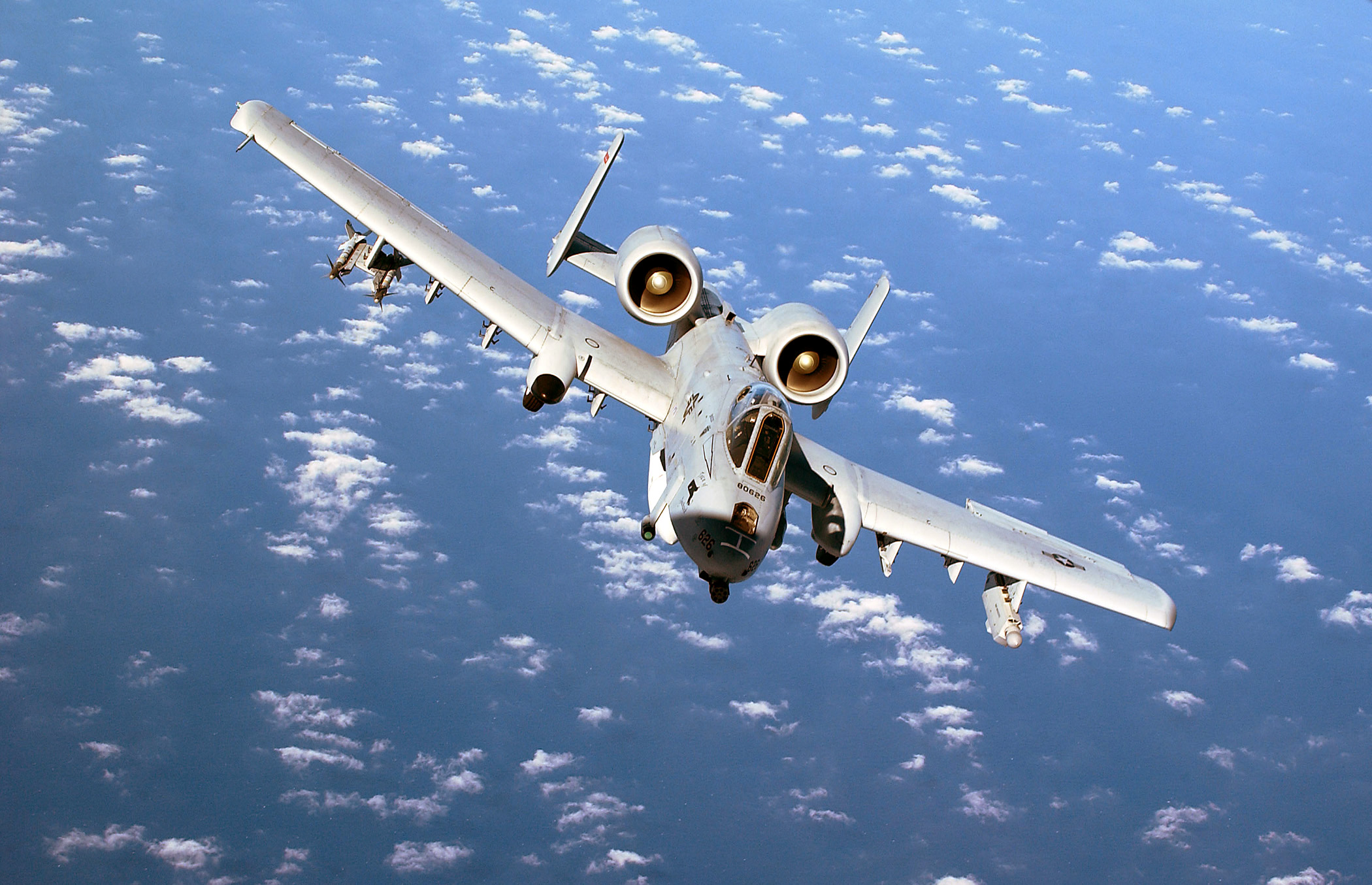
فیرچایلد ریپابلیک ای-۱۰ تاندربولت ۲

فیرچایلد ایرکرفت (انگلیسی: Fairchild Aircraft) یک شرکت سازنده‌ی هواگرد بود که در هیگرزتاون، مریلند و سن آنتونیو قرار داشت.